# Skaparàpid
Skaparàpid és un grup de música ska originari del País Valencià, en actiu entre 1993 i 2007, i després d'un parèntesi d'uns anys l'any 2022 tornaren als escenaris. Les seues cançons són tant en valencià com en castellà, i és considerada com una de les bandes pioneres del rock en valencià de la dècada del 1990, juntament amb bandes com Ki Sap i Obrint Pas.

## Història
Skaparàpid sorgí en octubre de 1993 al Kasal Popular de Flora, un centre social okupat situat a prop dels Jardins dels Vivers de la ciutat de València. En 1995 veié la llum la seua primera maqueta en casset i un any després eixí el seu segon treball Que empiece ya, editat per Capità Swing a finals de 1996 i distribuït en format casset i CD. El tercer disc de la banda, El cuento de nunca acabar, veié la llum en 1999, i el seu darrer treball, Ací Estem, aparegué en 2003. Aquest treball va suposar un salt qualitatiu respecte dels altres treballs enregistrats per la banda, sobretot pel fet de comptar amb millors mitjans tècnics a l'hora de realitzar-lo.
Skaparàpid va posar fi a vora quinze anys damunt els escenaris amb un concert a la sala El Loco de València el 2 de juny de 2007.

## Discografia
- Skaparàpid (1995)
- Que empiece ya (1996)
- El cuento de nunca acabar (1999)
- Ací estem (2003)
- Revolta (2018, recopilatori)